# Bloc national (Syrie)
Pour les articles homonymes, voir Parti national et Bloc national.
Le Bloc national (arabe : الكتلة الوطنية ; Al-Kutlah Al-Wataniyah) était un parti politique syrien qui s'est illustré dans la lutte pour l'indépendance lors du mandat français dans le pays.
Le parti a été créé après une conférence nationale en janvier 1920, par Ibrahim Hananou.
Ce n'est pas un parti structuré mais plutôt une coalition de partis hostiles à la présence française en Syrie. Le Bloc était dirigé par de grands notables conservateurs, des propriétaires terriens, de grands commerçants, des avocats etc. Cette coalition regroupait les cinquante familles les plus riches et les plus puissantes de Syrie. Tous passent par eux, le clientélisme fait de leurs administrés des obligés qui forment l'électorat du Bloc national.
L'engagement politique de ces notables est dans la droite ligne de leurs actions politiques menées dans leur jeunesse contre l'Empire ottoman.
Le Bloc national n'avait pas d'idéologie précise, ni de programme social et économique puisqu'il n'est pas question pour eux de remettre en cause leurs privilèges.
Néanmoins, l'objectif moteur du mouvement était de rendre son indépendance à la Syrie par des actions diplomatiques et non-violente.
Le parti a été dissout en 1946.